# Édouard Prudhomme de La Boussinière
 (août 2025).
Édouard Prudhomme de La Boussinière, né le 25 mars 1811 au Mans où il est mort le 14 décembre 1902, est une figure républicaine du Mans au XIXe siècle. Il fut connu par l'affaire (1887) du faux testament olographe de son frère, dite « l'affaire La Boussinière ».

## Biographie

### Famille

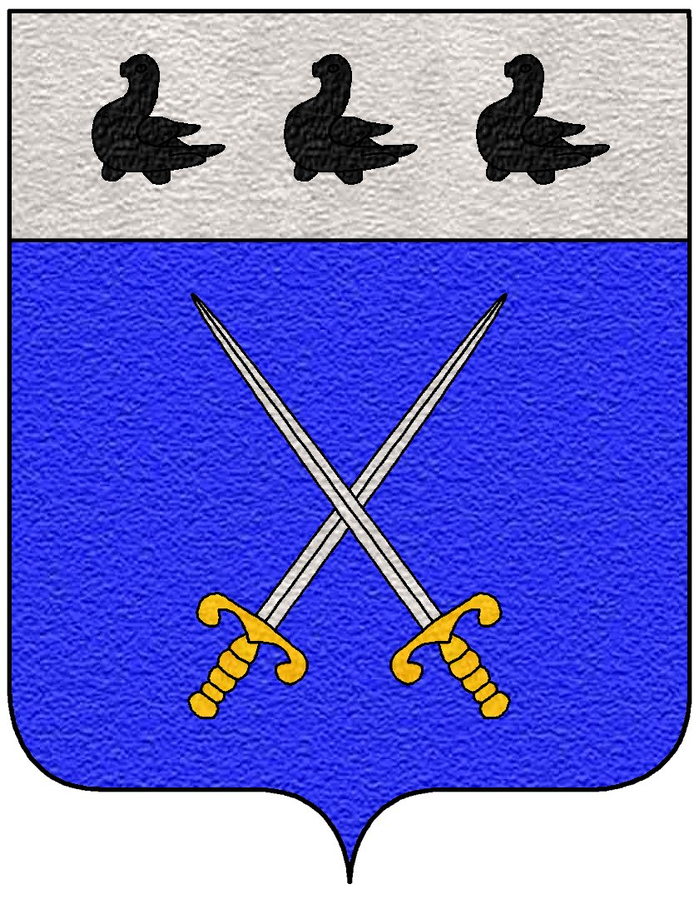
Armes de la famille Prudhomme de La Boussinière

Édouard Alexandre François Prudhomme de La Boussinière est né le 25 mars 1811 au Mans du mariage de René-Jean-François Prudhomme de la Boussinière, maire de Saint-Pierre-du-Lorouër et d'Élisabeth Burrows, mariés à Birmingham (Angleterre) en 1801.
Il reconnait devant notaire à Genève le 9 août 1865, ainsi que Constance Gaudard, un fils naturel, Georges, né le 29 avril 1837 au Mans qui à la suite de cette reconnaissance prend le nom Prudhomme de la Boussinière. Georges Prudhomme de la Boussinière est légitimé par le mariage de ses parents à Genève le 10 août 1865.
Selon un article dans le journal L'Intransigeant du 23 mai 1892, son fils Georges Prudhomme de La Boussinière, sergent « après s’être conduit en brave au combat de Borny où il ramena au feu sa compagnie, reçut la la médaille militaire à la suite d'une longue captivité dans la province de Prusse-Orientale. Rentré à Genève, il travailla avec son père et, grâce à son activité, leurs affaires prospérèrent.». Ce dernier eut avec avec Hortense Cavin un fils naturel reconnu, aussi nommé Georges Prudhomme de La Boussinière (né le 31 octobre 1892 au Mans et mort le 24 septembre 1959 à Villejuif), légitimé par le mariage subséquent de ses parents le 8 juillet 1893 au Mans. Une postérité subsiste de nos jours.

### Un républicain proscrit en 1851
Promu lieutenant en 1830 dans un régiment de Ligne, il démissionne de l'armée pour se consacrer à la politique.
En 1848, il est du côté de ceux qui acclament la République. Bourgeois voltairien, attaché aux valeurs de liberté et de progrès, il souhaitait que les ouvriers et paysans prennent conscience de leurs droits politiques dans la République, le régime idéal à ses yeux. Ami de Ledru Rollin fondateur de la Solidarité républicaine, association pour le développement des droits et des intérêts de la démocratie. Il est le trésorier du Comité sarthois, directeur du cercle de lecture des ouvriers. Cofondateur du Bonhomme manceau, journal à prix modique accessible aux travailleurs peu fortunés.
Pendant deux ans, il se consacre à lire à haute voix, tous les soirs, dans la salle de lecture du Bonhomme manceau, les journaux, à en commenter les articles, à en discuter avec les ouvriers, gagnant ainsi leur confiance et organisant une transmission rapide et orale des consignes. Fermé, le cabinet de lecture se transporte rue Bourgeoise.
En 1851, lors du coup d'état du prince Louis Napoléon Bonaparte, il est arrêté et fait 3 mois de prison à la maison d'arrêt du Mans,. Le 2 décembre 1851 La Commission mixte du Mans le condamne au bannissement. À sa sortie, il gagne Genève à pied, et y restera quarante ans.

### Installé à Genève (1851-1887)
Il reste à Genève jusqu’en 1887, vivant modestement et pauvrement du métier de représentant de commerce et joue un rôle important au sein de la colonie française de Genève dont il est l'un des organisateurs et le président.

### Doyen des républicains du Mans (1890-1902)
En 1890, de retour au Mans, il participe aux côtés de Louis Crétois et Anselme Rubillard, aux réunions de quartier organisées par La Libre Pensée du Mans.
Le 20 août 1893, pendant la campagne des législatives du Mans, lors d'une réunion entre les électeurs avec les candidats dans une salle comble composée de monarchistes nostalgiques et de radicaux, et de républicains. Ces derniers ont amené Edouard de la Boussinière, doyen de la Libre Pensée (il a 82 ans). Anselme Rubillard se présente contre André Marie Édouard Vilfeu, député sortant, destitué de son poste de substitut de l'empire par le régime républicain. Edouard de La Boussinière prend alors la parole et déclare : « Citoyens, par ma naissance, j'appartiens à la noblesse, mais je ne fais plus partie que d'une grande famille, la famille républicaine. Je ne suis pas connu de beaucoup d'entre vous car j'ai longtemps été en exil. Vous permettrez de prendre la parole à un ancien proscrit qui a sacrifié à la République sa fortune et sa liberté. Citoyen Vilfeu, vous  avez dit aux républicains : il n'y a rien qui nous sépare. Si, il y a un abîme entre nous, cet abîme, c'est votre cléricalisme. Citoyen Vilfeu, je vais vous poser trois questions, répondez-y franchement : Voulez-vous l'instruction laïque par l'état ? Voulez-vous la suppression des congrégations ? Si un coup d'état était tenté, jurez-vous à la face des électeurs de descendre dans la rue, ceint de votre écharpe, un fusil à la main, pour défendre la République ? » Vilfeu, empêtré par ses réponses approximatives, perdit ce jour les élections au profit de Rubillard.
En septembre 1900, il accepte la présidence d'honneur de l'université populaire du Mans.
Il meurt le 14 décembre 1902 au Mans où il est enterré au cimetière de l'Ouest.
Ses obsèques civiles sont célébrées en présence d'une foule nombreuse et de personnalités : le député  Paul d'Estournelle de Constant prononce l'éloge funèbre, entouré du maire du Mans Paul Ligneul, des conseillers généraux Georges Bouttié, Anselme Rubillard, Adrien Tironneau, du sénateur Louis Cordelet et du receveur municipal Louis Crétois.
En 1903, le Bulletin mensuel de l'Éducation mutuelle : Université populaire du Mansindique qu'on l'appelait le « doyen de la démocratie sarthoise ».

## Affaire de la Boussinière
L'affaire de la Boussinière concerne un faux testament olographe validé dans un premier temps devant la justice par les experts, avant de se révéler être un faux,,.
Adolphe Prudhomme de la Boussinière  et son frère Edouard ne sont pas bon terme avec pour des raisons d'opinions politiques divergentes entre-eux, et Quand Adolphe meurt en février 1885, sa fortune va par son testament à son parent le comte de Bréon. 
Un peu plus d'un an et demi plus tard, deux documents olographe signés d'Adolphe sont transmis au tribunal de Segré. Le premier daté du 14 janvier 1885 annule toutes ses dispositions antérieures, le deuxième, daté du lendemain, nomme comme unique héritier de sa fortune, son frère Édouard. Ces deux document sont ensuite déposés dans les minutes du notaire Guyard. La validité de ces document est attaquée par le comte de Bréon mais les experts en écriture affirment leur authenticité et un jugement du tribunal d'Angers, confirmé en appel, attribue tous les biens à Édouard. Celui-ci donne alors 600 000 francs à son notaire, Maitre Guyard, car il lui avait promis, des années plus tôt, de lui céder une partie de son héritage si jamais il obtenait un testament en sa faveur.
En réalité, les deux documents sont des faux, élaboré par un faussaire, sur la demande du notaire Guyard. Le faussaire, trouvant ridicule son salaire de 100 francs, commence à faire chanter le notaire et finit par le dénoncer et fournit les preuves des faux au comte de Bréon. Un autre procès commence et de nouvelles expertises réalisées par d'autre experts confirment qu'il s'agit de faux. Pour sa défense, le notaire affirme que le testament a vraiment existé mais qu'il l'a perdu, probablement utilisé par inadvertance pour allumer un feu. Lee notaire est condamné à dix ans de prison, le faussaire acquitté et l'héritage retourne au comte de Bréon.
Cette affaire fut de celles  « qui n'aidèrent pas les experts en écritures à obtenir une crédibilité auprès des cours de justice comme de la population ». En 1898, Alphonse Bertillon écrit « Le faux testament "de La Boussinière" est resté et restera longtemps encore le cheval de bataille, l'argument suprême, que tout défenseur dans une affaire d'écriture garde en réserve pour sa péroraison ». Le faux testament de la Boussinière a occupé toute la hiérarchie des tribunaux pendant plus de cinq ans.
L’arrêt De la Boussinière (Cass. civ. 26 janvier 1897) se rapporte à un prolongement de l'affaire : Après avoir été rétabli dans ses droits successoraux, le comte de Bréon veut récupérer la propriété d'immeubles vendus par Édouard à des tiers. Le cas monte jusqu'à la Cour de cassation qui casse les décisions du tribunal de Morlaix et de la cour de Rennes : les immeubles restent la propriété des tiers. « Dès que l'erreur commune et invincible ainsi que la bonne foi du tiers sont établies, les aliénations consenties par l'héritier apparent échappent à toute action en résolution dirigée par l'héritier véritable ».

## Hommages
- En 1902, la municipalité du Mans donne le nom d'Édouard de la Boussinière à la place et à la rue Saint-Germain.
- Un buste en bronze d'Édouard de la Boussinière commandé par le comité républicain socialiste du quartier du Pré-Saint-Germain est érigé en 1911 place Edouard de La Boussinière au Mans. Il fait partie des statues métalliques retirées pour la refonte en 1941. La stèle comportait l'inscription « Nous devons tout sacrifier à la République, la République ne nous doit rien » (devise d'Édouard de La Boussinière)[19].

Lors d'une réunion du conseil général de la Sarthe, à qui est demandé de voter une subvention pour ériger le buste, un conseiller remarque « On élève dans la ville du Mans une statue à un homme qui a donné le rare exemple de la fidélité à. ses convictions politiques. C'est le seul mérite de M. de La Boussinière » . Le Président du comité républicain chargé de lui élever une statue lui répond :  « M. de La Boussinière  n'a été ni fonctionnaire, ni conseiller municipal, ni conseiller général, c'est vrai. » La conseiller municipal lui répond (ironiquement) « Il a été fidèle à ses convictions politiques de la première heure, cela suffit ! (...) Quand on me demandera des renseignements sur M. de La Boussinière, je répondrai : « C'est un homme qui a toujours été fidèle à ses convictions politiques. ».
- École primaire Edouard de La Boussinière au Mans.

## Pour approfondir